# Schloss Werl
Das Schloss Werl ist ein nur als Ruine erhaltenes, denkmalgeschütztes Gebäude in Werl, einer Stadt im Kreis Soest, in Nordrhein-Westfalen. Es war eine Landesburg und Teil der Stadtbefestigung Werl.

## Geschichte

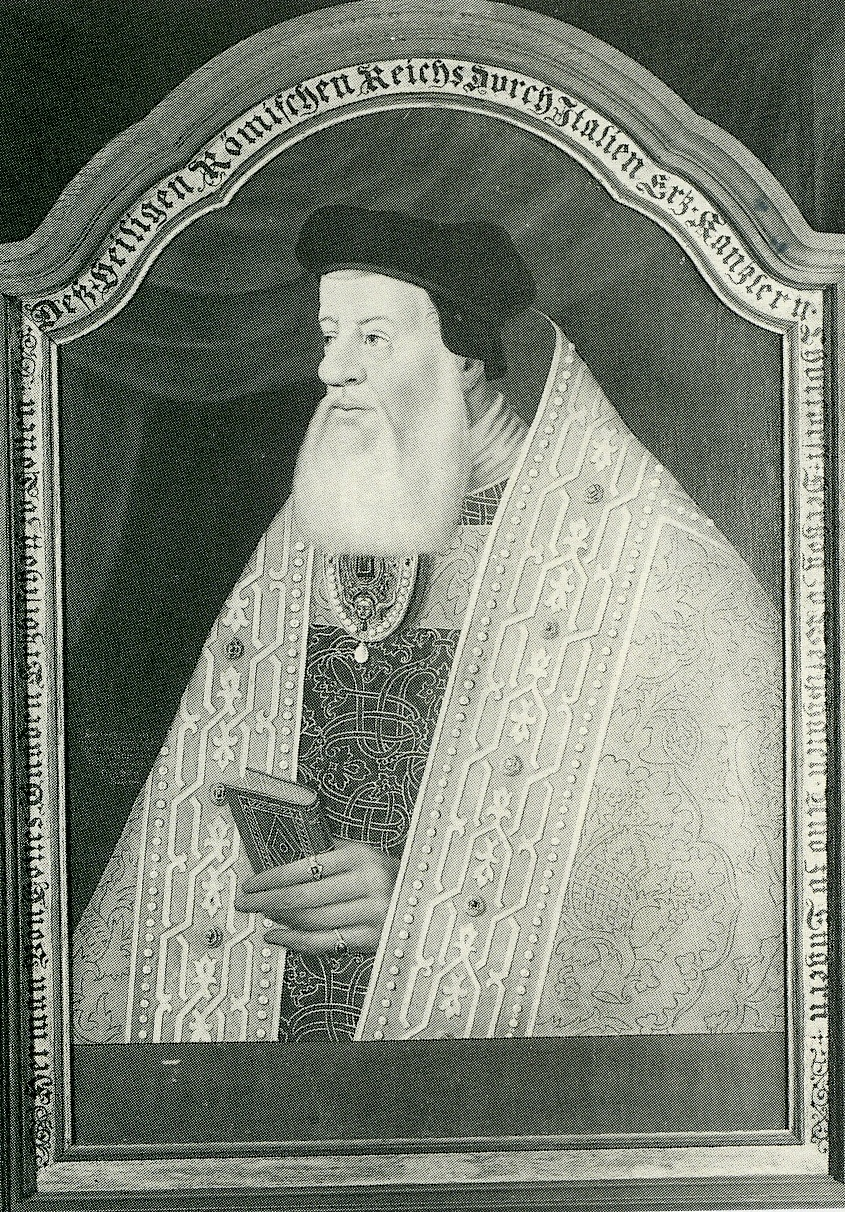
Hermann von Wied, der erste Schlossherr

Am 10. Dezember 1519 verfügte der Landesherr, der Erzbischof von Köln und Herzog von Westfalen, Hermann V. von Wied, die Errichtung des Werler Schlosses. Dieses steht nicht an der Stelle der bereits im 10. Jahrhundert erbauten und 1288 zerstörten Werler Grafenburg, deren Lage bisher unerforscht ist. Die Burg wurde im Jahre 1522 nach kurzer Bauzeit fertiggestellt. Sie diente den Erzbischöfen bis 1803 als Residenz während ihrer zahlreichen Besuche in Werl. Das Schloss hatte eine ständige Besatzung von ca. 100 Soldaten und konnte so auch der Stadt Werl und ihren Bürgern in Kriegszeiten Schutz gewähren. Während die Stadt 1586 eingenommen wurde, konnte sich das Schloss halten. Im Siebenjährigen Krieg (1756–1763) erlitt das Gebäude stärkeren Schaden. Die Beschädigungen wurden nicht repariert und so verfiel der Bau nach und nach. Der preußische Staat wurde 1816 Eigentümer. Ursprünglich war eine Renovierung vorgesehen, aber 1825 wurde mit dem Abbruch begonnen. Mit einem Teil der Steine wurde die Straße nach Hamm gepflastert. Ein kleiner Teil der Anlage, die heutige Ruine, blieb erhalten. Das Gelände wurde 1828 an einen Herrn von Lilien verkauft, der den Wassergraben überbauen und die noch vorhandenen Keller um die Gewölbe erweitern ließ und eine Brauerei einrichtete. Die Werler Ursulinen übernahmen die Ruine und das umfangreiche Schlossgelände 1888.

## Das Schloss
Das Werler Schloss war eine große Festung. Der Innenhof war 50 mal 50 Meter groß. Die Befestigungsmauern waren ca. 11 m hoch und hatten eine Stärke von ca. 4,70 m. Durch die vier Ecktürme war eine optimale Verteidigung nach allen Seiten möglich. Diese hatten Durchmesser von 12, 14 und 24 m. Dem noch erhaltenen Turm fehlen die Zinnen. Er hatte eine Höhe von etwa 14 m über dem Grabenwasserspiegel. Die Festung war von einem Wassergraben umgeben.

## Die Ruine
Der heute als Rittersaal bezeichnete Raum befand sich ursprünglich im ersten Stock des Turms. Im Laufe der Zeit wurden außen sieben Meter Erde angeschüttet, er ist heute ebenerdig zugänglich. Von diesem Raum aus befehligte der jeweilige Burgherr seine Truppen. Der runde Raum hat einen Durchmesser von 8,7 m und er ist 6,6 m hoch. Ein noch teilweise erhaltener Wehrgang befindet sich rechts vom Eingang. Im Saal steht auf der rechten Seite ein Kamin, der 1840 neugefasst wurde. Die Wände sind rundum durch Schießscharten gegliedert. Durch einen Versorgungsschacht in der Mitte des Raumes bestand Verbindung zur Turmoberfläche, so konnten die oben stehenden Soldaten mit Munition und Verpflegung versorgt werden.
Die heutigen Kellergewölbe waren früher das Erdgeschoss der Burg. Gleich hinter dem Eingang liegt direkt unter dem Rittersaal ein großer runder Raum mit einer Höhe von 3,8 m. Auch hier war ein Versorgungsschacht zur Versorgung und Kommunikation. An diesen runden Raum schließen ca. 6 m hohe und 4 m breite Vorratshallen an. Von da gelangt man durch einen Mauerdurchbruch in den ehemaligen Wassergraben.
Das noch vorhandene quadratische Gewölbe war früher Teil des Palais, in dem der Fürstbischof bei seinen Besuchen residierte. Von diesem Raum gelangte man in die Burgkapelle. Der Raum war damals Erdgeschoss und ca. 6,5 Meter hoch. Eine mächtige Säule in der Mitte des Raumes trägt das Gewölbe. Ursprünglich war der Boden des Gewölbes noch etwa drei Meter tiefer. Diese drei Meter wurden aufgeschüttet. Die Treppe führt in den darunter liegenden Raum. Von dem aus ein Gang nach Osten abzweigt, der nach einigen Metern zugemauert ist.

## Ansichten

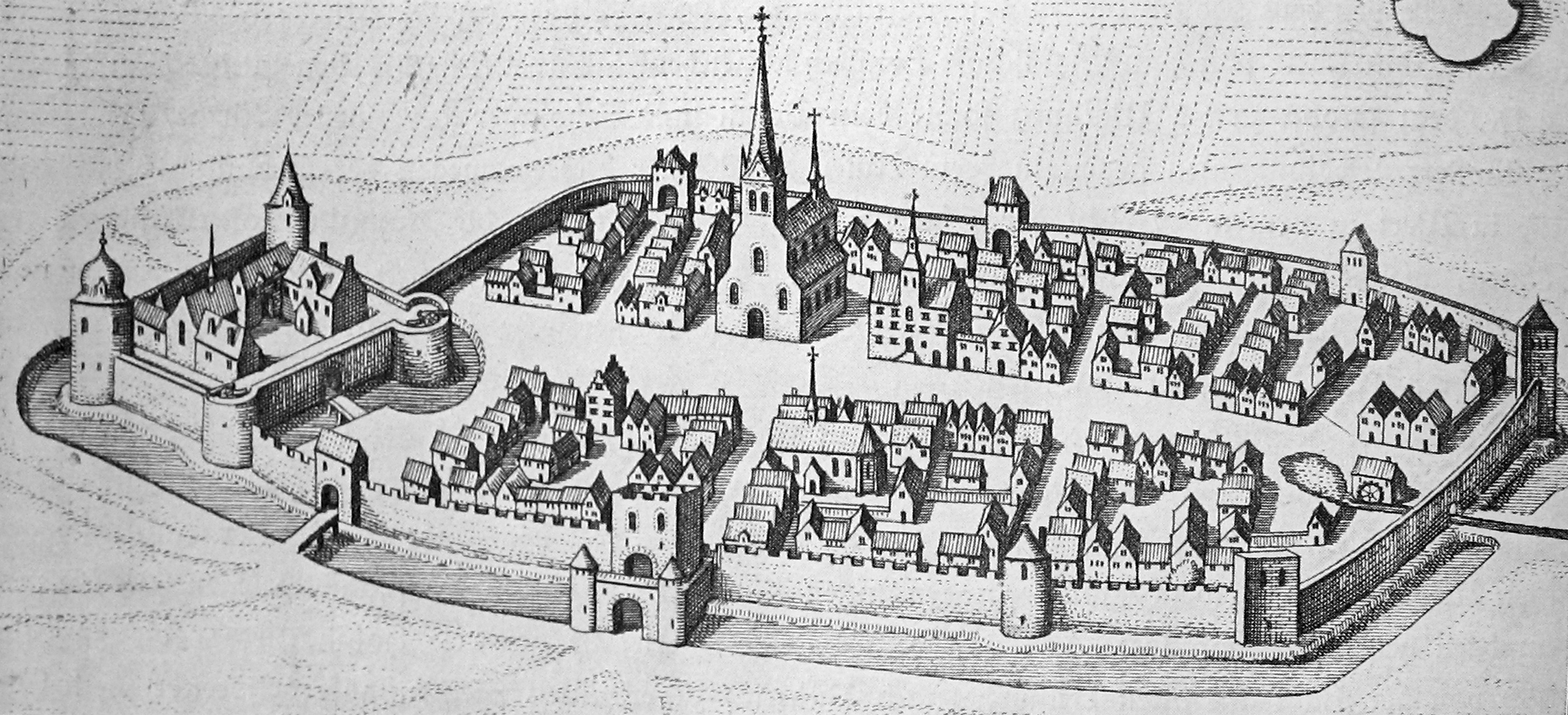
Die Stadt nach Merian, unten links das Schloss
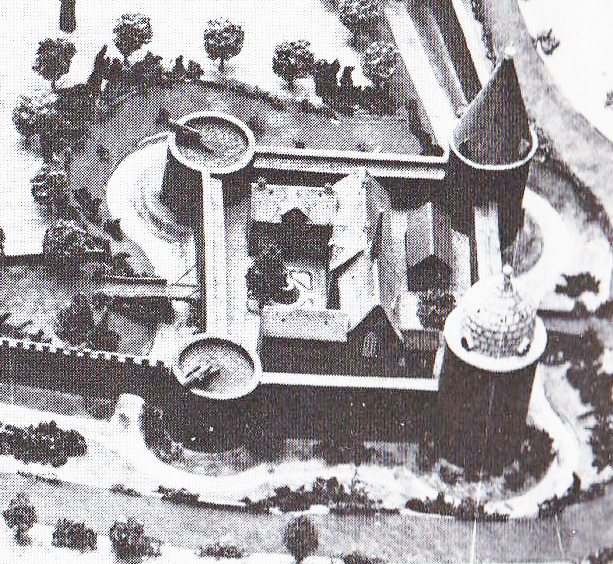
Altes Schloss als Modell
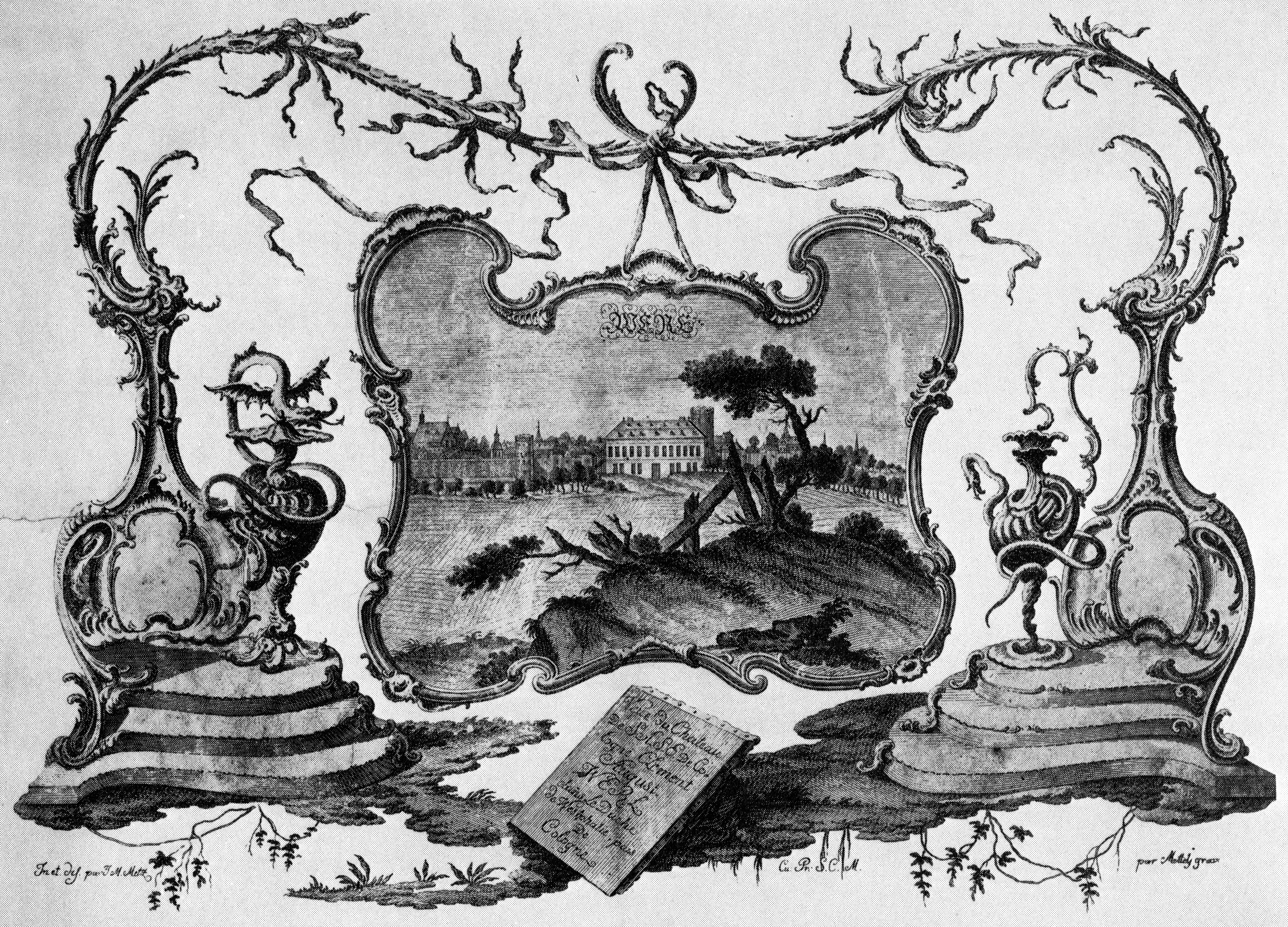
Ansicht von 1757
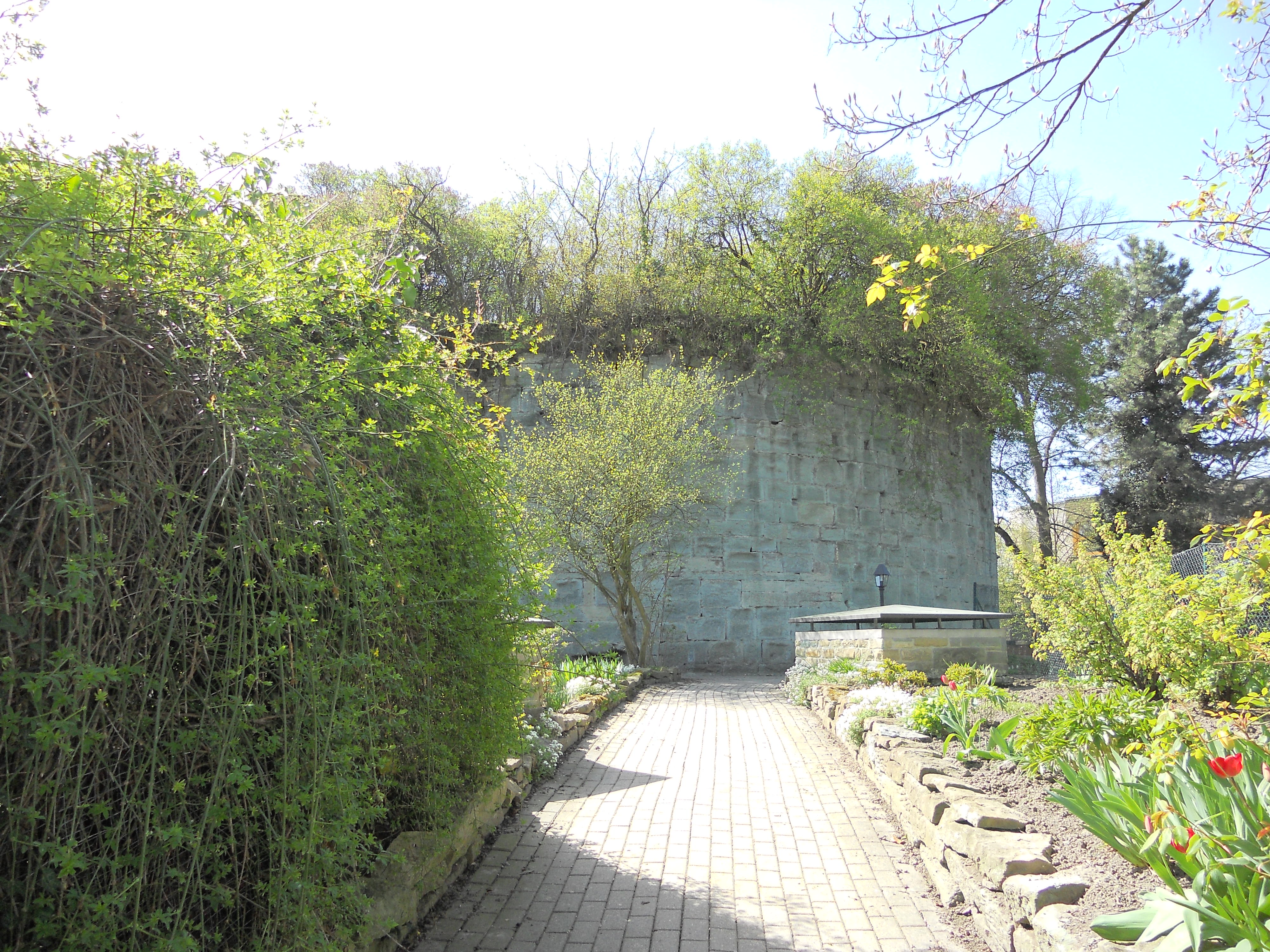
Schlossruine
Ansicht von 1854 nach F. Hiddemann